# Tetragnatha tahuata
Tetragnatha tahuata är en spindelart som beskrevs av Gillespie 2003. Tetragnatha tahuata ingår i släktet sträckkäkspindlar, och familjen käkspindlar. Inga underarter finns listade i Catalogue of Life.